# South Sudan Club Champions League
La South Sudan Club Champions League è il massimo torneo calcistico del Sudan del Sud, istituito nel 2011 dalla Federazione calcistica del Sudan del Sud (SSFA).

## Albo d'oro
- 2011-2012:  Wau Salaam
- 2013:  Atlabara
- 2014: non disputato
- 2015:  Atlabara
- 2016: non disputato
- 2017:  Wau Salaam
- 2018:  Al Hilal Wau
- 2019:  Atlabara
- 2020: non disputato[1]
- 2021: cancellato
- 2022:  Zalan
- 2023:  Bor Salaam
- 2024:  El-Merriekh
- 2025:  Jamus

## Statistiche

### Vittorie per squadra
| Squadra      | Città  | Vittorie | Stagioni         |
| ------------ | ------ | -------- | ---------------- |
| Atlabara     | Juba   | 3        | 2013, 2015, 2019 |
| Wau Salaam   | Wau    | 2        | 2012, 2017       |
| Al Hilal Wau | Wau    | 1        | 2018             |
| Zalan        | Rumbek | 1        | 2022             |
| Bor Salaam   | Bor    | 1        | 2023             |
| El-Merriekh  | Bentiu | 1        | 2024             |
| Jamus        | Juba   | 1        | 2025             |